# 백미꽃
백미꽃(白薇-,Cynanchum atratum)은 한국·일본·중국 등지에 분포하는 여러해살이풀로 산이나 들에서 자라며 높이는 50cm 정도의 꽃이다. 한국어 고유어로는 아마존이라고 한다. 줄기는 곧게 서고 가지가 갈라지지 않으며 잎과 더불어 털이 많다. 잎은 마주나며 타원형이고 가장자리가 밋밋하다. 꽃은 5-7월에 흑자색으로 피며 잎겨드랑이에 모여 달려 산형꽃차례를 이룬다. 꽃받침조각은 5개로서 피침형이며 잔털이 있다. 화관은 끝이 5개로 갈라지고 겉에 털이 드문드문 있으며 안쪽은 짙은 자주색이다. 열매는 골돌과로서 길이 7-8cm의 넓은 피침형이며 잔털이 많고 9-10월에 익는다. 유사종으로 꽃이 녹색빛이 도는 것을 푸른백미꽃(Cynanchum atratum for. viridescens Ohwi)이라 한다. 한방에서는 뿌리를 말린 것을 백미라 하여 해열·이뇨·토산제 등에 사용한다. 또 민간에서는 잎을 강장제로 쓴다.